# حميمق أبيض العينين

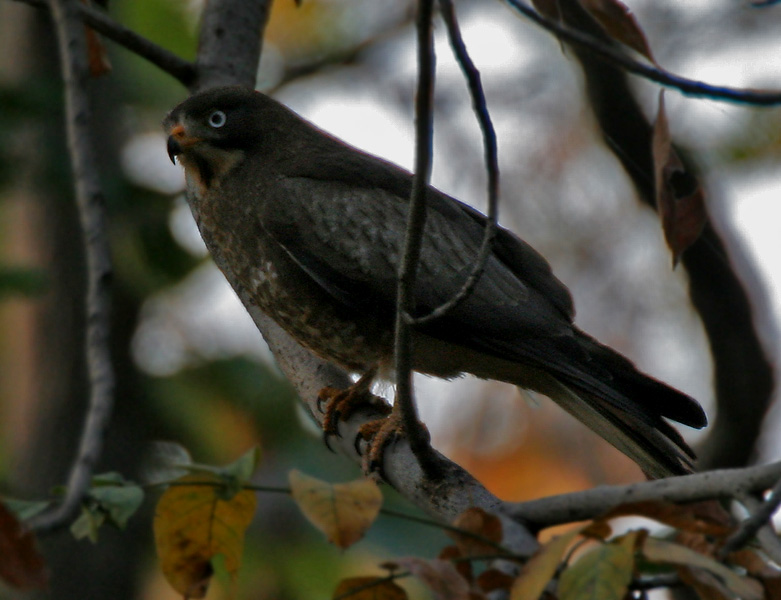

حميمق أبيض العينين (الاسم العلمي: Butastur teesa) (بالإنجليزية: White-eyed Buzzard)، هو طائر جارح ينتمي إلى البازية (فصيلة: Accipitridae) .